# Экман, Мари-Луиза
Мари-Луиза Эстер Мод Экман (швед. Marie-Louise Ester Maude Ekman; урождённая Фукс (швед. Fuchs), в первом браке — де Геер (швед. De Geer), во втором браке де Геер Бергенстроле (швед. De Geer Bergenstråhle); род. 5 ноября 1944) — шведский художник и кинорежиссер. Профессор искусств и бывший ректор Королевского университетского колледжа изящных искусств в Стокгольме.
В 1991 году во время 26-й церемонии вручения наград «Золотой жук» удостоена премии за творческие достижения. В 2007 году награждена медалью Принца Евгения.
С 2009 года Экман занимает пост управляющего директора Королевского драматического театра.
С 1966 по 1971 год была замужем за художником Карлом Йоханом де Геером, с 1971 по 1980 год — за режиссёром и писателем Юханом Бергенстроле, с 1989 — за театральным режиссёром Гестом Экманом до его смерти в 2017 году.

## Фильмография
- 1976 — Hallo Baby
- 1977 — Mamma, pappa, barn
- 1979 — Barnförbjudet
- 1983 — Moderna människor
- 1985 — Stilleben
- 1990 — Den hemliga vännen
- 1991 — Duo Jag (телесериал)
- 1992 — Vennerman & Winge (телесериал)
- 1996 — Nu är pappa trött igen
- 2001 — Puder
- 2005 — Asta Nilssons sällskap